# Dalarna (chanson)
Pour les articles homonymes, voir Dalarna.
Dalarna est une chanson du groupe rock suédois Mando Diao. Elle est reprise sur leurs albums Never Seen the Light of Day (2007), où elle est la onzième et dernière chanson de l'album, et Greatest Hits Vol.1 (2012) ou elle est également la chanson de clôture.
La chanson dure 7 min 54 s dans sa version originale. Sur l'album Greatest Hits elle ne dure que 4 min 25 s.